# Monica Iagăr
Monica Dinescu-Iagăr, romunska atletinja, * 2. april 1973, Sighetu Marmației, Romunija.
Nastopila je na poletnih olimpijskih igrah v letih 2000 in 2004 v skoku v višino, dosegla je deveto in osmo mesto. Na evropskih prvenstvih je osvojila naslov prvakinje leta 1998, kot tudi na evropskih dvoranskih prvenstvih istega leta. Leta 1996 je prejela šestmesečno prepoved nastopanja zaradi dopinga.